# Мариупольская агломерация
Мариупольская агломерация (укр. Маріупольська агломерація) — городская агломерация в Донецкой области Украины с центром в городе Мариуполе. Расположена на берегу Азовского моря, является центром металлургической промышленности и садоводства, а также центром развитого сельскохозяйственного района. Важными факторами существования агломерации являются Мариупольский морской торговый порт и близость промышленного Донбасса. Агломерацию обслуживает Мариупольский международный аэропорт.
На данный момент территория агломерации находится под российской оккупацией.

## Состав
- город Мариуполь.
- районы: Мангушский район, Никольский район, Новоазовский район, Волновахский район, Тельмановский район.

## Статистика
- Численность населения — 646,6 тысяч чел.
- Площадь — 4597 км².
- Плотность населения — 140,7 человек/км².